# عباس شفیعی (واکسن‌شناس)
دکتر عباس شفیعی (متولد ۱۳۱۴ در اصفهان) دامپزشک و ویروس‌شناس ایرانی است. او در سال ۱۳۸۴ به‌عنوان چهره ماندگار دامپزشکی معرفی شد.

## زندگی
او دوره دکتری دامپزشکی را در دانشگاه تهران گذراند و پس از سربازی، در تابستان ۱۳۴۰ در مؤسسه تحقیقات و سرم‌سازی رازی استخدام شد و از آن زمان تاکنون در این مؤسسه فعالیت می‌کند. دامنه فعالیت استاد او فعالیت‌هایی در مورد بیماری‌های ویروسی دام و انسان و واکسن‌های ویروسی دام و انسان شامل پایه‌گذاری تولید واکسن سرخک، واکسن فلج اطفال و واکسن سرخجه و اوریون و نیز همکاری با بخش عفونی بیمارستان‌ها در تشخیص عفونت‌های ویروسی به ویژه آنسفالیت‌های ویروسی داشته‌است.